# 61 км
61 км — железнодорожная казарма в Юрьянском районе Кировской области в составе Подгорцевского сельского поселения.

## География
Находится у железнодорожной линии Киров-Котлас на расстоянии примерно 4 километров по прямой на юг от посёлка Юрья.

## История
Известна с 1905 года, когда в этой полуказарме было учтено 9 жителей при 1 дворе. В 1926 отмечено 2 хозяйства и 9 жителей, в 1950 6 и 39, в 1989 10 человек.

## Население
Постоянное население составляло 5 человек (русские 100 %) в 2002 году, 3 в 2010.